# La stagione del sole
La stagione del sole (狂った果実?, Kurutta kajitsu, lett. "Frutto impazzito") è un film giapponese del 1956 diretto da Kō Nakahira. 
Il film fu presentato fuori concorso al Festival di Cannes 1958 e fu proiettato in molte nazioni occidentali. Il regista François Truffaut, all'epoca in veste di critico cinematografico, ne espresse una valutazione molto favorevole e, a partire da questo film, si cominciò a parlare di nouvelle vague giapponese.

## Trama
Natsuhisa e Haruji sono due fratelli: il maggiore, Natsushisa, è disinvolto, sicuro di sé e si considera un vero uomo; Haruji, il minore, è timido e impacciato e non riesce a corteggiare le ragazze. I due ragazzi fanno conoscenza con Eri, una giovane donna, moglie di un americano molto più vecchio di lei.
Eri non svela la sua condizione di donna sposata e i due si mettono in competizione per ottenerne i favori. Haruji si innamora follemente di lei, ma il fratello maggiore, a sua insaputa, ne diviene l'amante.
Haruji un giorno si reca da Eri per invitarla a fare una gita in barca, ma apprende che lei è andata via con suo fratello. Sconvolto da questa notizia, prende un motoscafo e insegue i due: una volta raggiunti, li investe uccidendoli.

## Produzione
Il film uscì nelle sale giapponesi il 12 luglio 1956; in Germania occidentale il 18 aprile 1958; in Italia il 16 ottobre 1959.